# Brezje, Zagorje ob Savi
Brezje je naselje v Občini Zagorje ob Savi, v krajevni skupnosti Čemšenik.